# Keisuke Tsuboi
Keisuke Tsuboi (Tóquio, 16 de Setembro de 1979) é um futebolista japonês que atua como defensor. Atualmente defende o Renofa Yamaguchi.

## Carreira
Keisuke Tsuboi se profissionalizou no Urawa Red Diamonds, no clube atuou até 2014.

## Seleção
Keisuke Tsuboi integrou a Seleção Japonesa de Futebol na Copa das Confederações de 2003.

## Títulos
Urawa
- AFC Champions League: 2007
- J. League Campeão: 2006
- Copa do Imperador Campeão: 2005, 2006
- Supercopa do Japão Campeão: 2006